# Estret de James Ross
L'estret de James Ross és un braç de mar de l'oceà Àrtic, un canal d'aigua entre l'illa del Rei Guillem i la península de Boothia, al territori de Nunavut. L'estret fa uns 180 quilòmetres de llargada per entre 48 i 64 d'amplada i connecta el canal de M'Clintock amb l'estret de Rae. Hi ha nombroses illes a l'interior del canal, com ara les illes Clarence, les illes Tennent, les illes Beverley i l'illa Matty.

## Història
Port el nom en honor de l'explorador polar James Clark Ross, que fou el primer en explorar aquestes terres durant la segona expedició a l'Àrtida (1829-33) del seu oncle, John Ross. Diversos exploradors polars que buscaven el pas del nord-oest van navegar per l'estret, inclòs Roald Amundsen.